# リーランド・ハートウェル
リーランド・ハリソン・ハートウェル（Leland Harrison Hartwell, 1939年10月30日 - ）は、アメリカの生物学者。

## 研究
1960年代、出芽酵母を用いて細胞周期の遺伝学的解析を初めて手がける。彼が同定した多数の遺伝子のうち、cdc28と呼ばれる遺伝子が細胞周期の中心的な制御因子であることが判明。この業績により、2001年度のノーベル生理学・医学賞を受賞。共同受賞者は、ティモシー・ハント（R. Timothy Hunt）、ポール・ナース（Paul M. Nurse）。
しかしノーベル賞の対象となった業績は、彼の深淵で浩瀚な研究のごく一部に過ぎない。彼が分離した細胞分裂周期（cell division cycle [cdc]）変異株の解析から得られる情報は、細胞生物学のあらゆる分野に変革をもたらしたといっても過言ではない。それらの多くは、現在でも世界中の研究室で活発に研究されている。また、1980年代には同じく出芽酵母を用いた遺伝解析から細胞周期チェックポイントの概念を提出、その後のがん研究に対し多大な影響を与えた。

## 略歴
- 1939年　カリフォルニア州ロサンゼルスに生まれる
- 1961年　カリフォルニア工科大学卒
- 1964年　マサチューセッツ工科大学博士課程修了
- 1965年　カリフォルニア大学アーバイン校
- 1968年　ワシントン大学
- 1997年　フレッド・ハッチンソンがん研究センター所長

## 受賞歴
- 1987年 - 米国ナショナル・アカデミー会員（Member of the US National Academy of Sciences）
- 1992年 - ガードナー国際賞
- 1992年 - ローゼンスティール賞（ブランダイス大学）
- 1994年 - アメリカ遺伝学会メダル
- 1995年 - ルイザ・グロス・ホロウィッツ賞（コロンビア大学）
- 1995年 - ディクソン賞科学部門（カーネギーメロン大学）
- 1995年 - ウォーレン賞
- 1996年 - パサノ賞
- 1998年 - アルバート・ラスカー基礎医学研究賞
- 2000年 - マスリー賞
- 2000年 - レオポルド・グリフエル賞
- 2001年 - メンデル・メダル
- 2001年 - ノーベル生理学・医学賞